# Список відомих діячів кінематографу, пов'язаних з Україною
До списку включено організаторів процесу кіновиробництва, що мають помітні чи достатньо відомі кінороботи (повнометражні, короткометражні чи телевізійні; як художні, так і документальні) та зарубіжних кінодіячів, що мають безпосереднє відношення до України чи українського кінематографу. За ступенем причетності до останніх кінематографісти об'єднані у 9 груп осіб. До списку можуть бути додані виключно кінематографісти (кінопродюсери, кінорежисери, кіносценаристи, кінооператори та інші), що згадуються в енциклопедичних виданнях чи довідниках, або мають статті в популярних кінематографічних інтернет-базах.

## Українські кінематографісти, що народилися та померли в Україні

Михайло Бєліков

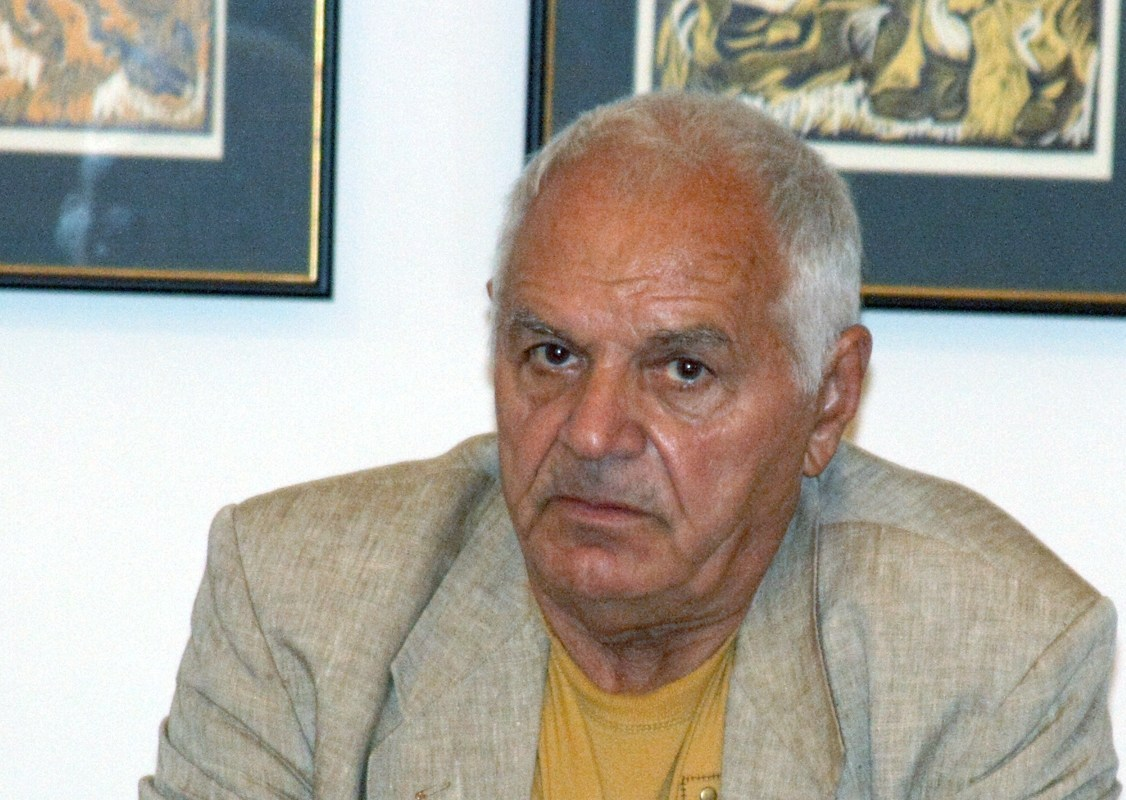
Юрій Іллєнко

Віктор Кондратенко

Юрій Лисенко

Ніна Василенко

| - Володимир Артеменко - Леонід Биков - Михайло Бєліков - Володимир Браун - Амвросій Бучма - Вадим Верещак - Микола Вінграновський - Володимир Войтенко - В'ячеслав Гомоляка - Георгій Гричук - Павло Загребельний - Мойсей Зац - Василь Земляк - Анатолій Іванов - Віктор Іванов - Борис Івченко - Вадим Іллєнко - Юрій Іллєнко - Станіслав Клименко - Григорій Колтунов - Віктор Кондратенко - Арнольд Кордюм - Володимир Костенко - Григорій Кохан - Борис Крижанівський - Григорій Крикун - Борис Крижанівський - Володимир Кудря - Микола Кульчицький - Костянтин Куляєв - Анатолій Кучеренко - Олександр Левада - Юрій Лисенко - Олексій Мамедов - Іван Миколайчук - Олексій Мішурін - Дмитро Мусієнко - Сергій Омельчук - Леонід Осика - Максим Паперник - Борис Ревенко - Сергій Ревенко - Данило Сахненко - Василь Симчич - Йосип Тимченко - Микола Топчій - Ісаак Шмарук | - Ніна Василенко - Наталя Збандут - Лідія Компанієць - Тетяна Магар |

## Українські кінематографісти, народжені в Україні

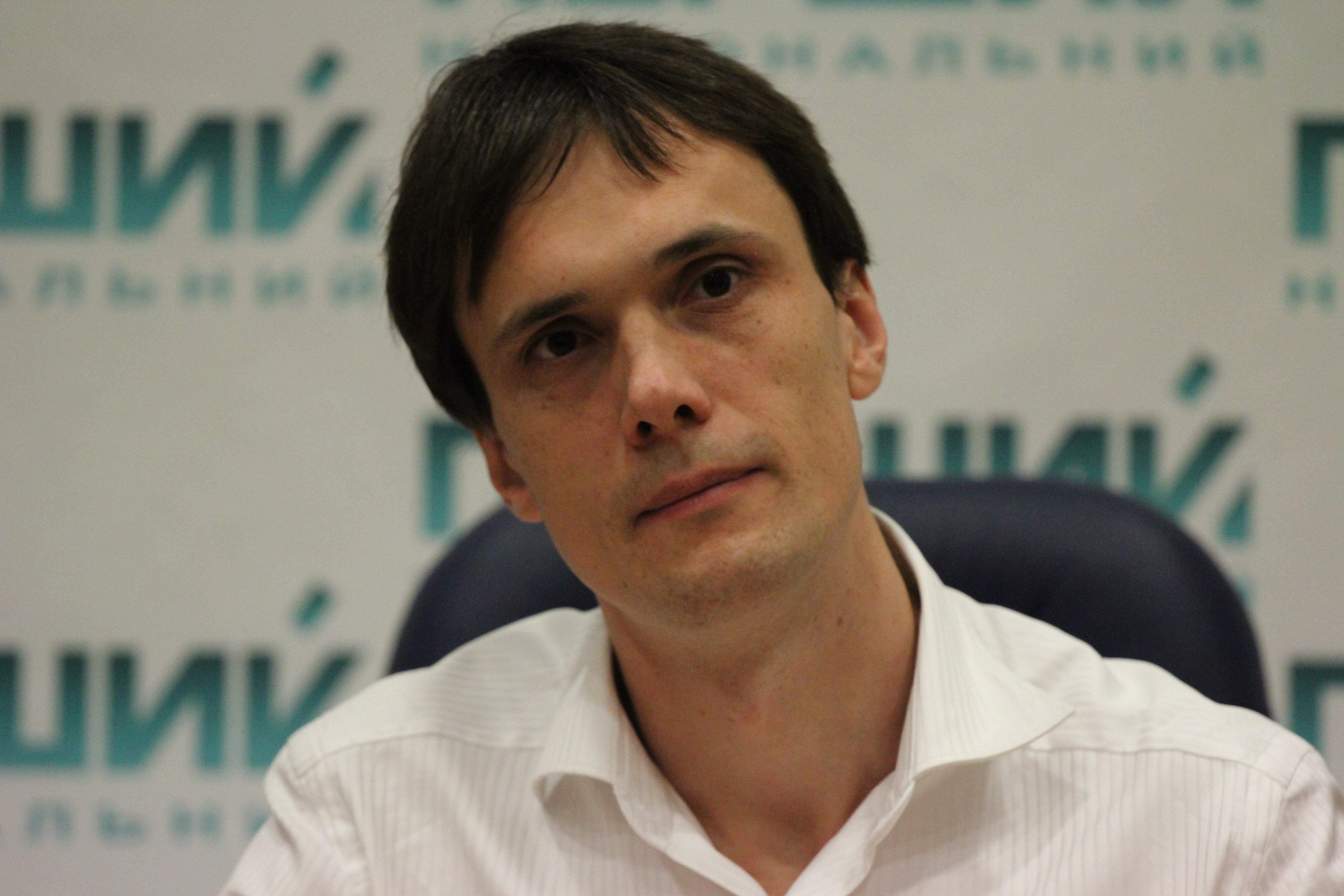
Єгор Бенкендорф

Володимир Денисенко

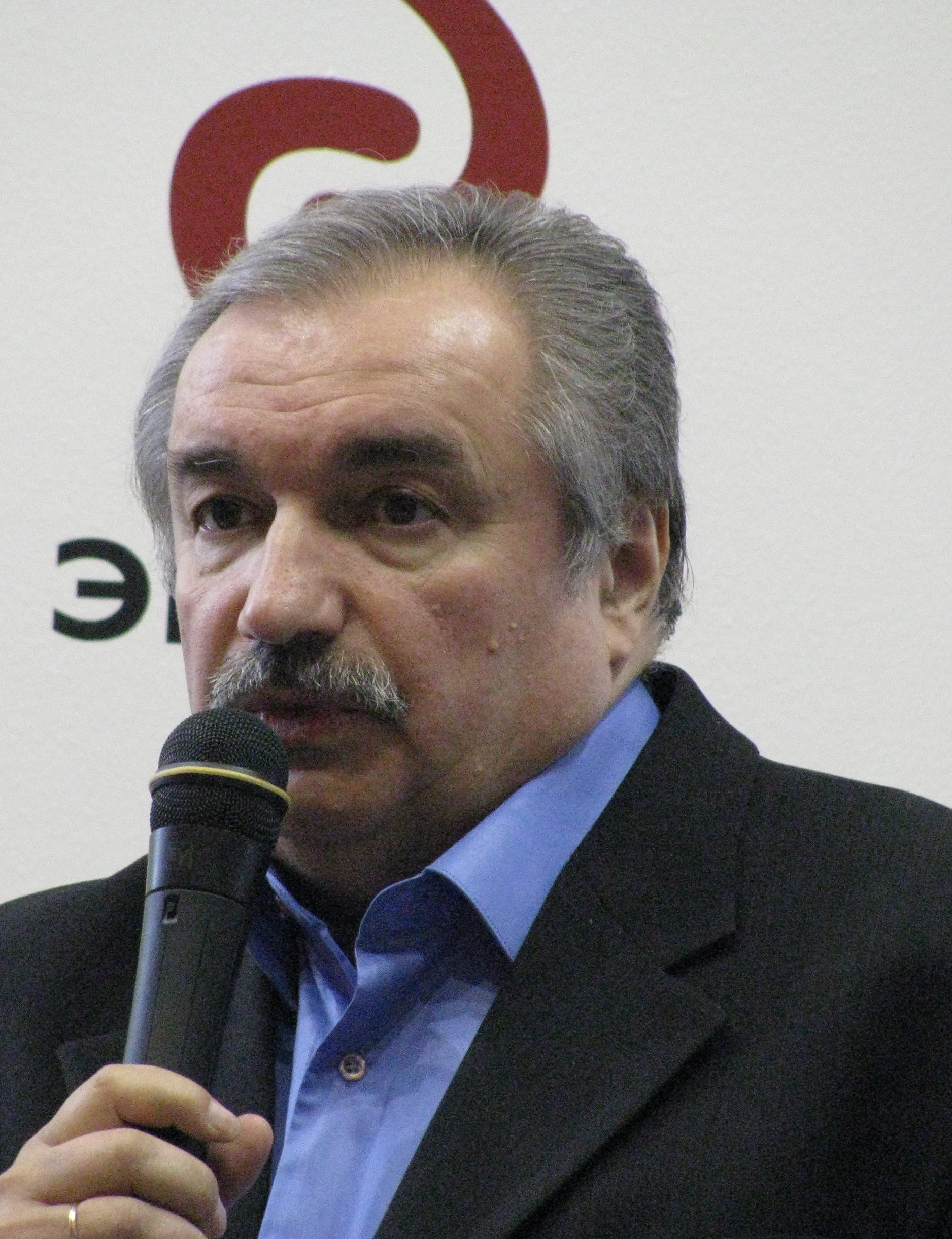
Сергій Дяченко

Віктор Іванов

Микола Мащенко

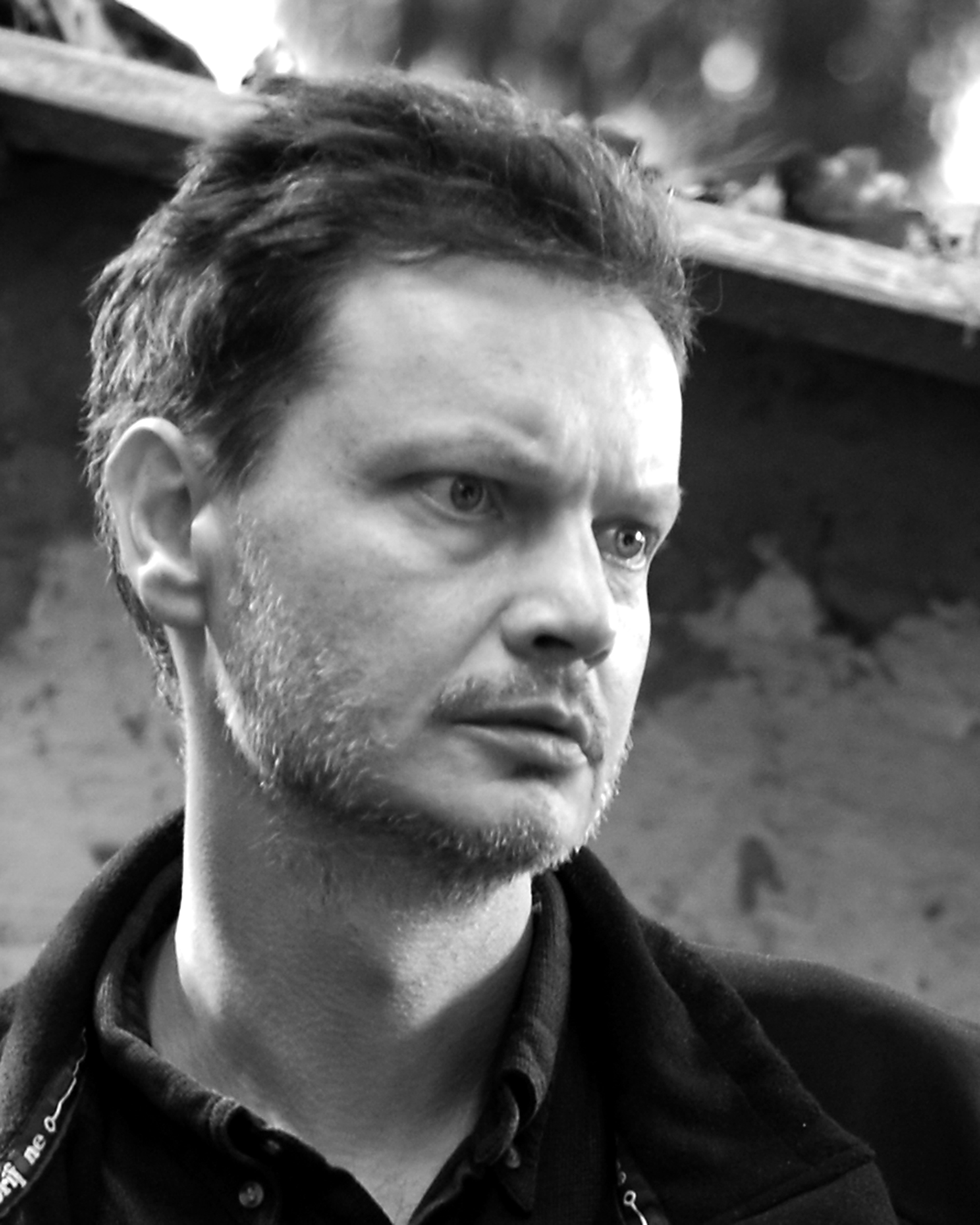
Ігор Подольчак

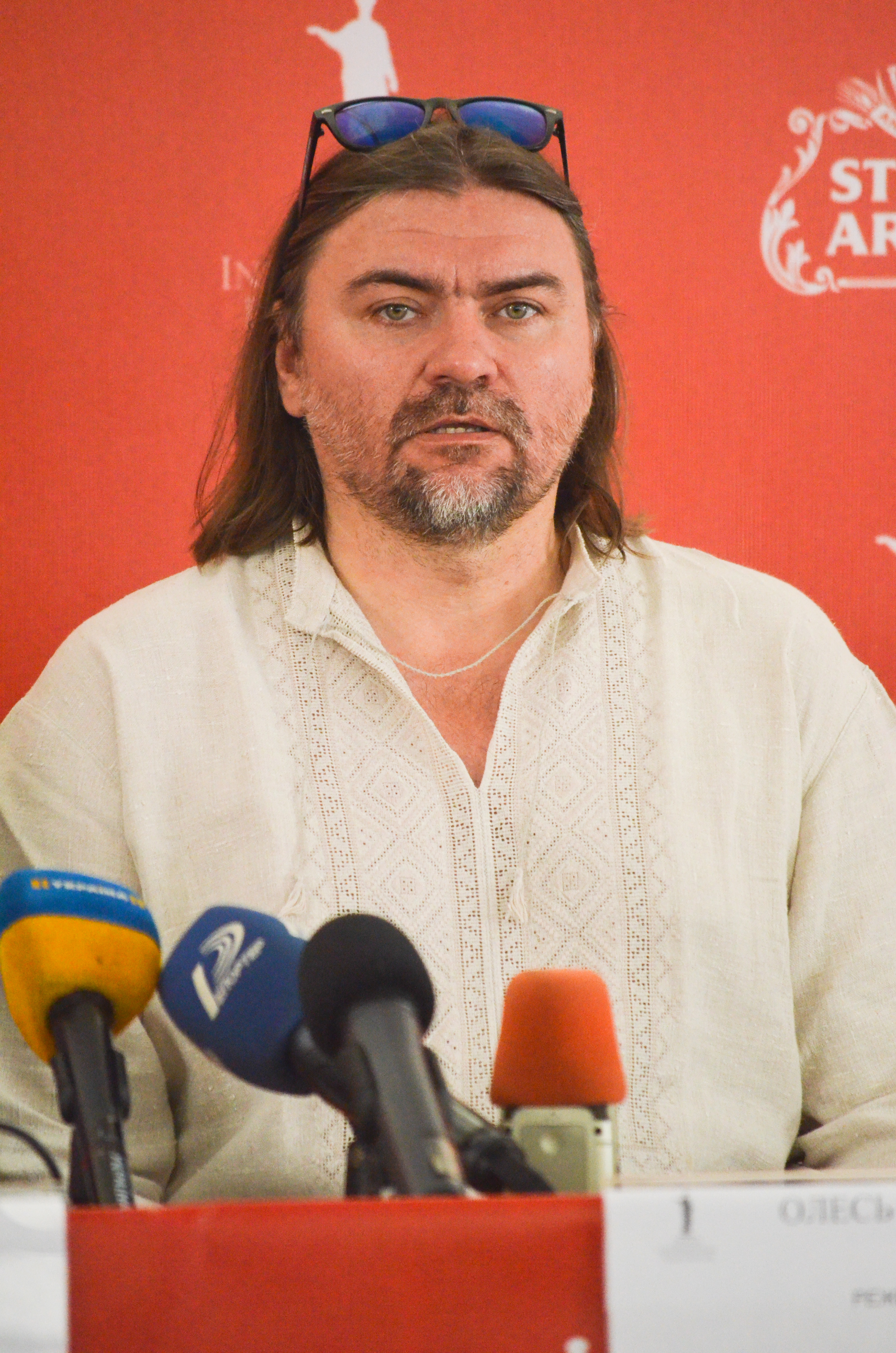
Олесь Санін

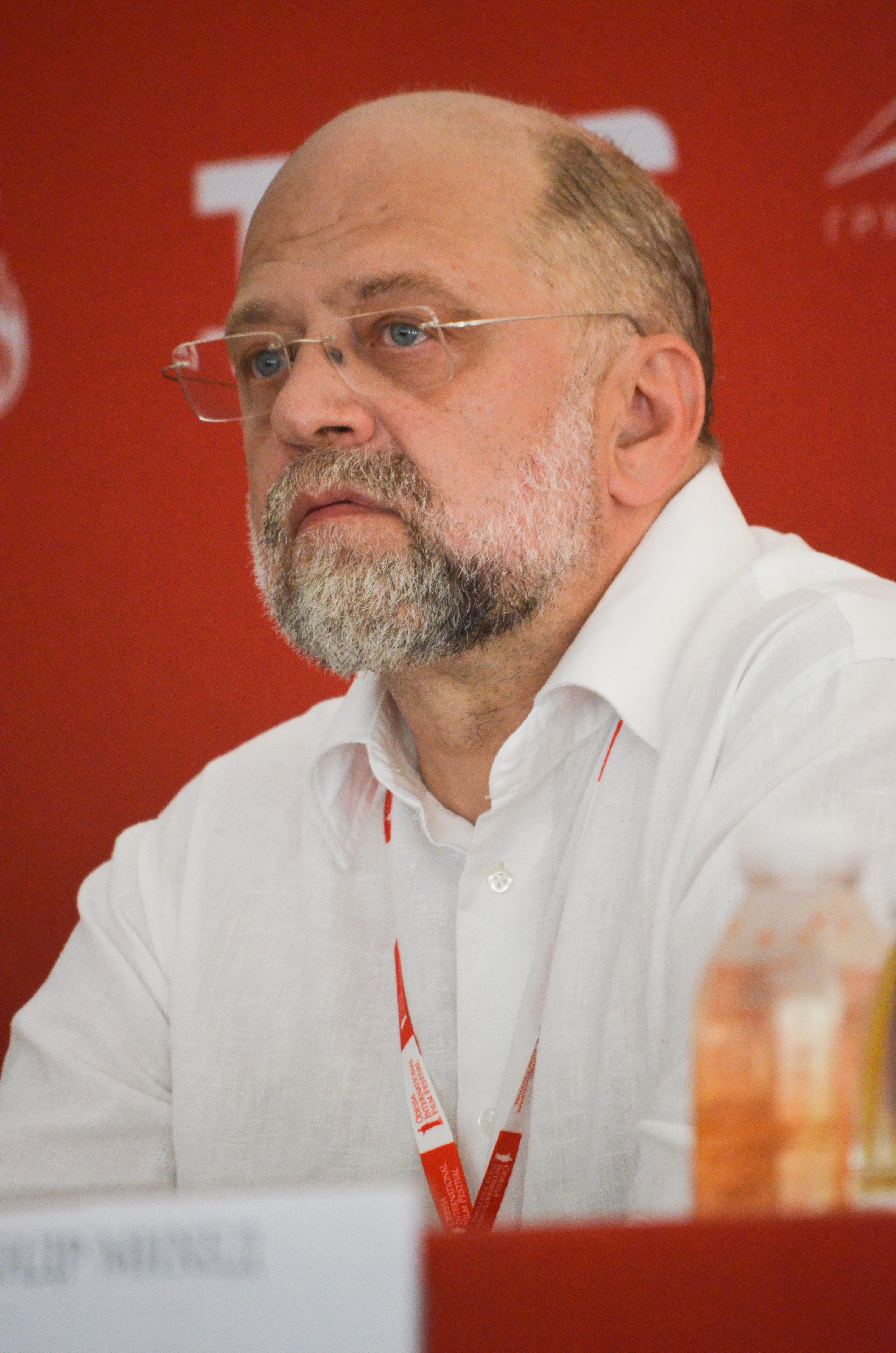
Дмитро Томашпольський

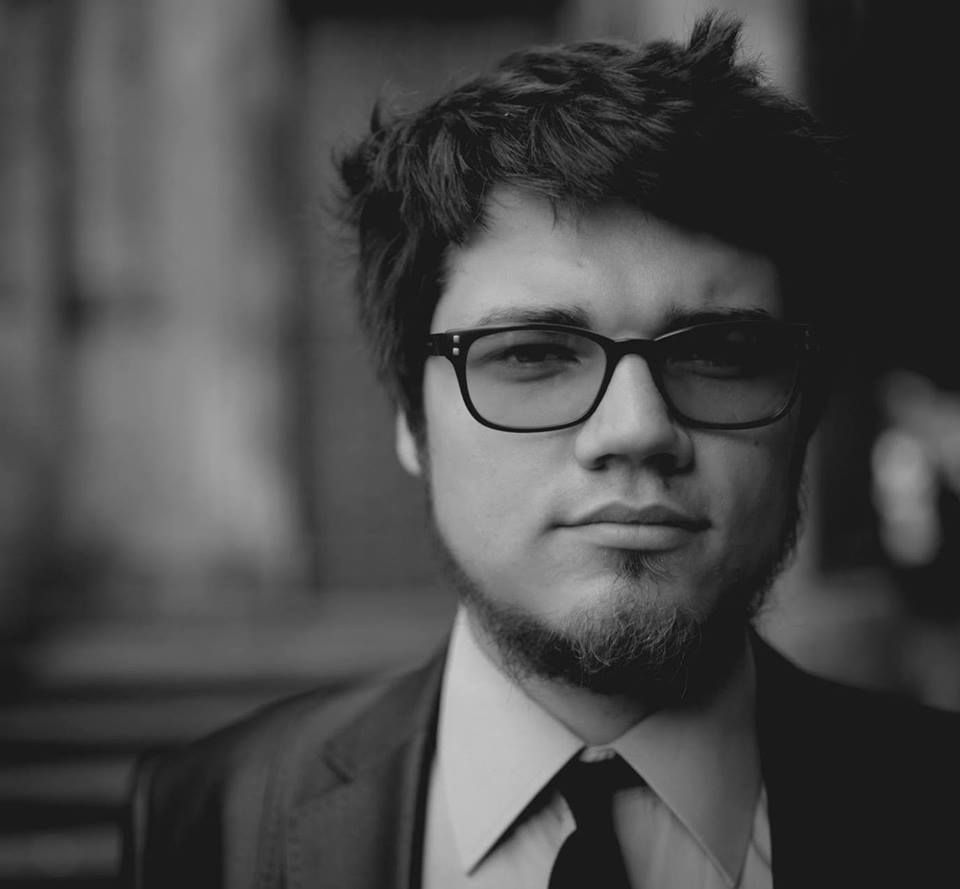
Олександр Фразе-Фразенко

Олексій Швачко

| - Олександр Антипенко - Олександр Балагура - Руслан Батицький - Єгор Бенкендорф - Анатолій Бобровський - Геннадій Вірста - Василь Вітер - Юрій Гармаш - Віктор Гресь - Микола Гресько - Володимир Гуєвський - Данило Демуцький - Володимир Денисенко - Олександр Денисенко - Тарас Денисенко - Андрій Дончик - Іван Драч - Ігор Дюрич - Сергій Дяченко - Олександр Жеребко - Віталій Запорожченко - Микола Засєєв-Руденко - Борис Зеленецький - Віктор Іванов - Володимир Іванов - Михайло Іванов - Віктор Івченко - Пилип Іллєнко - Вадим Кастеллі - Валерій Квас - Дмитро Кешеля - Олександр Кирієнко - Станіслав Клименко - Володимир Книр - Ігор Кобрин - Андрій Кокотюха - Віталій Кондратов - Вадим Костроменко - Остап Костюк - Сергій Коток - Олег Кохан - Іван Кравчишин - В'ячеслав Криштофович - Володимир Кукоренчук - Любомир Левицький - Володимир Луговський - Ярослав Лупій - Анатолій Мамонт-Зав'ялов - Сергій Маслобойщиков - Анатолій Матешко - Микола Мащенко - Аркадій Микульський - Олександр Муратов - Ігор Негреску - Віллен Новак - Віктор Ноздрюхін-Заболотний - Ілля Ноябрьов - Петро Олар - Костянтин Онищенко - Дмитро Павличко - Олександр Павловський - Леонід Павловський - Ігор Подольчак - Юрій Рогоза - Олександр Роднянський - Влад Ряшин - Борис Савченко - Олесь Санін - Олег Сенцов - Мирослав Слабошпицький - Федір Стригун - Антон Тимонишин - Володимир Тихий - Олександр Ткаченко - Дмитро Томашпольський - Олександр Турчинов - Олександр Фразе-Фразенко - Іван Чендей (1922–2005) - Костянтин Шафоренко - Олексій Швачко - Віктор Шкурин | - Оксана Байрак - Марина Врода - Олена Дем’яненко - Любов Дроздовська-Галатіна - Марина Дяченко - Олена Зоріна - Олена Каретник - Оксана Ковальова - Марина Кондратьєва - Надія Кошман - Марія Мішуріна - Наталія Мотузко - Людмила Пуха - Суламіф Цибульник |

## Українські кінематографісти, народжені поза межами України

Сергій Параджанов, праворуч, 1985

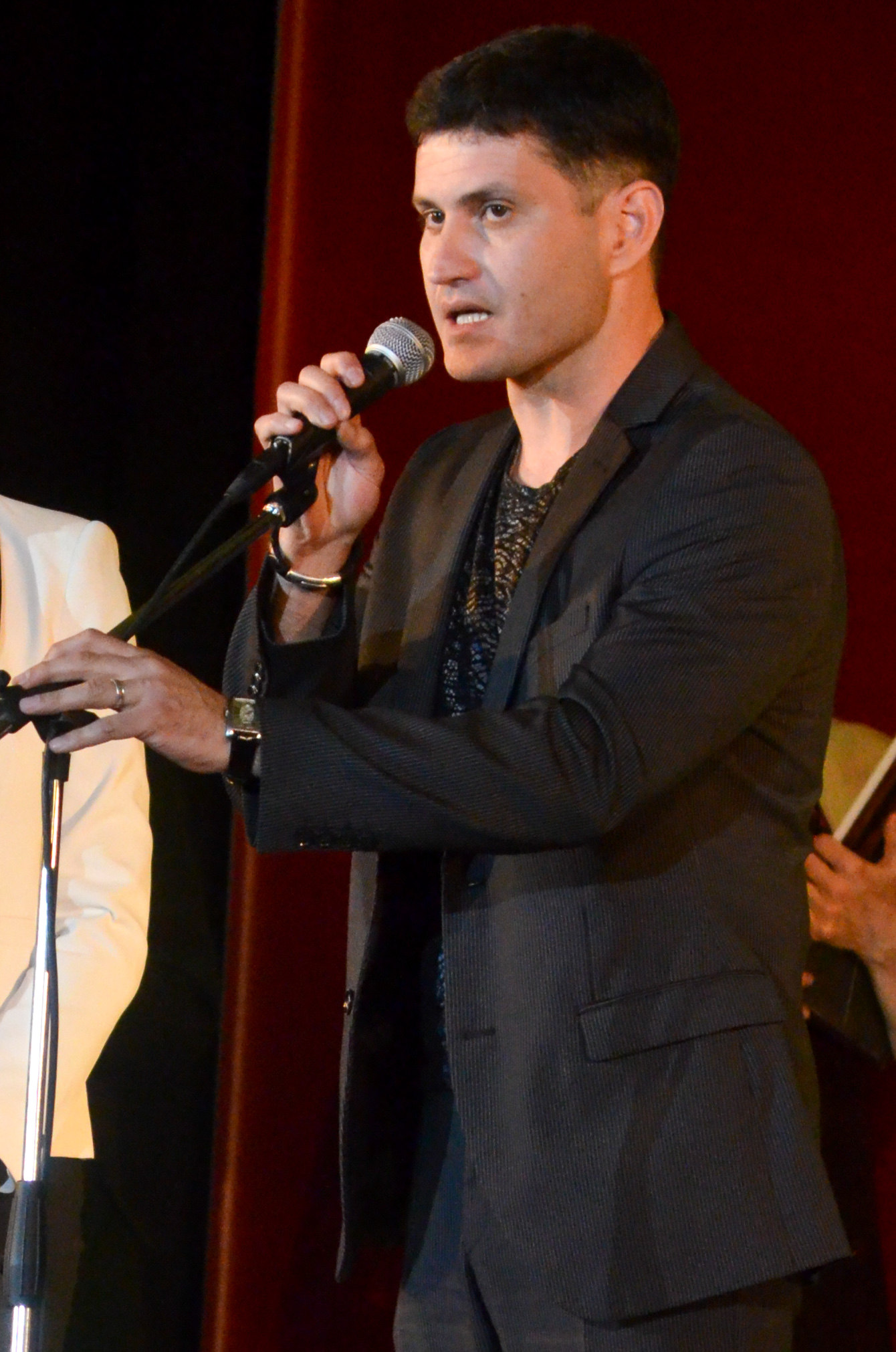
Ахтем Сеїтаблаєв

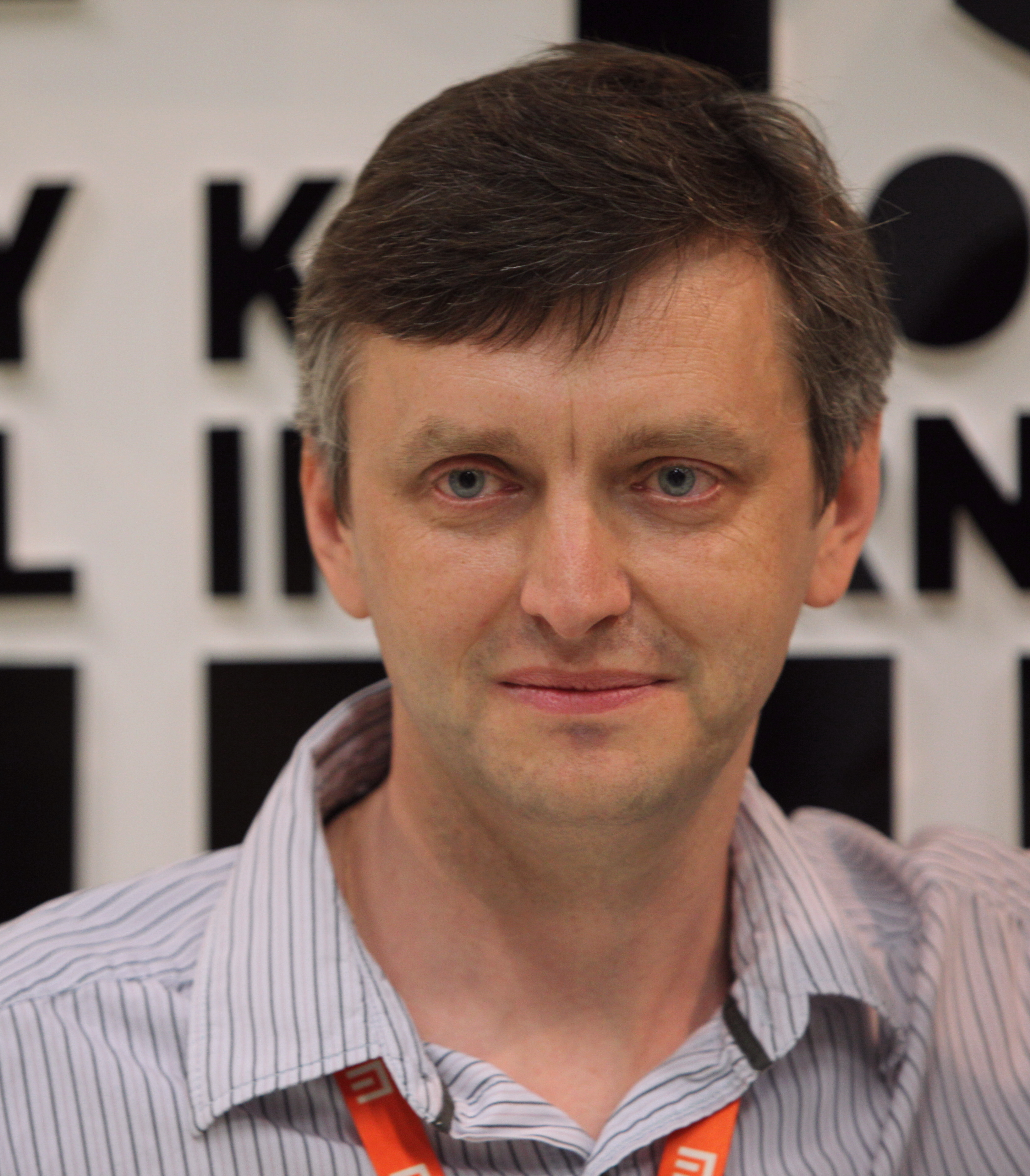
Сергій Лозниця

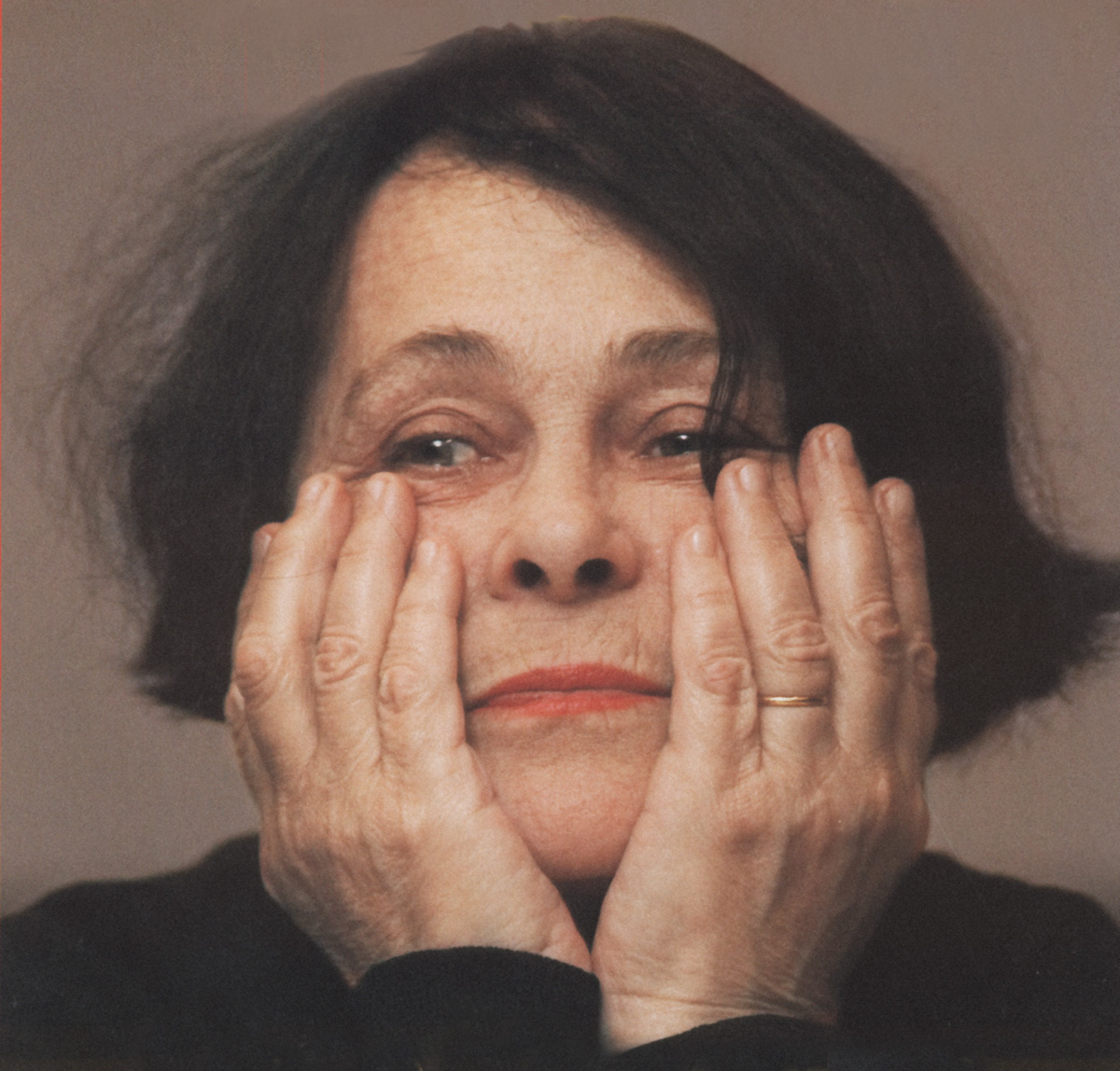
Кіра Муратова

| - Алан Бадоєв - Роман Балаян - Андрій Бенкендорф - Олег Бійма - Заза Буадзе - Сергій Буковський - Іван Войтюк - Семен Горов - Олександр Джевальський - Леонід Естрін - Сергій Єфремов - Теймураз Золоєв - Михайло Іллєнко - Олександр Ітигілов - Олександр Качан - Віктор Кісін - Павло Король - Олександр Косинов - Андрій Курков - Сергій Лозниця - Хаджи-Мурат Мамедов - Сигізмунд Навроцький - Сергій Параджанов - Володимир Савельєв - Ахтем Сеїтаблаєв - Ігор Старков - Георгій Тасін - Євген Шерстобитов | - Людмила Клюєва - Кіра Муратова - Світлана Нові - Людмила Дзенькевич |

## Українські кінематографісти, що прийняли громадянство іншої держави або (та) померли поза межами України

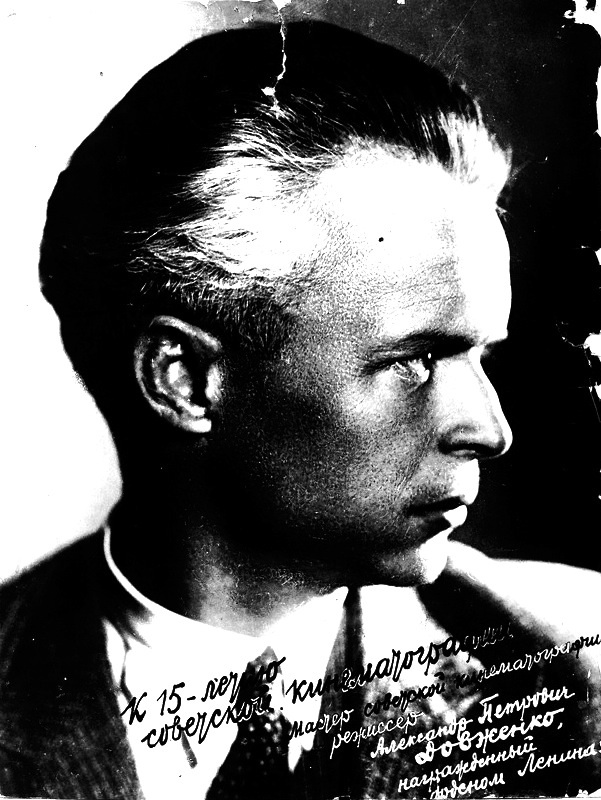
Олександр Довженко

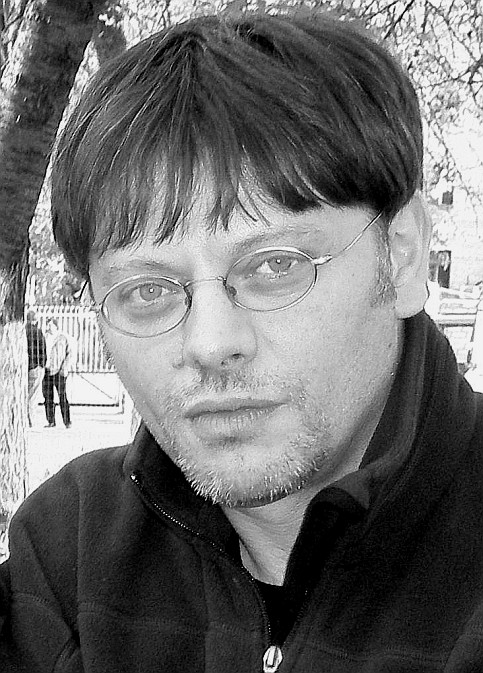
Валерій Тодоровський

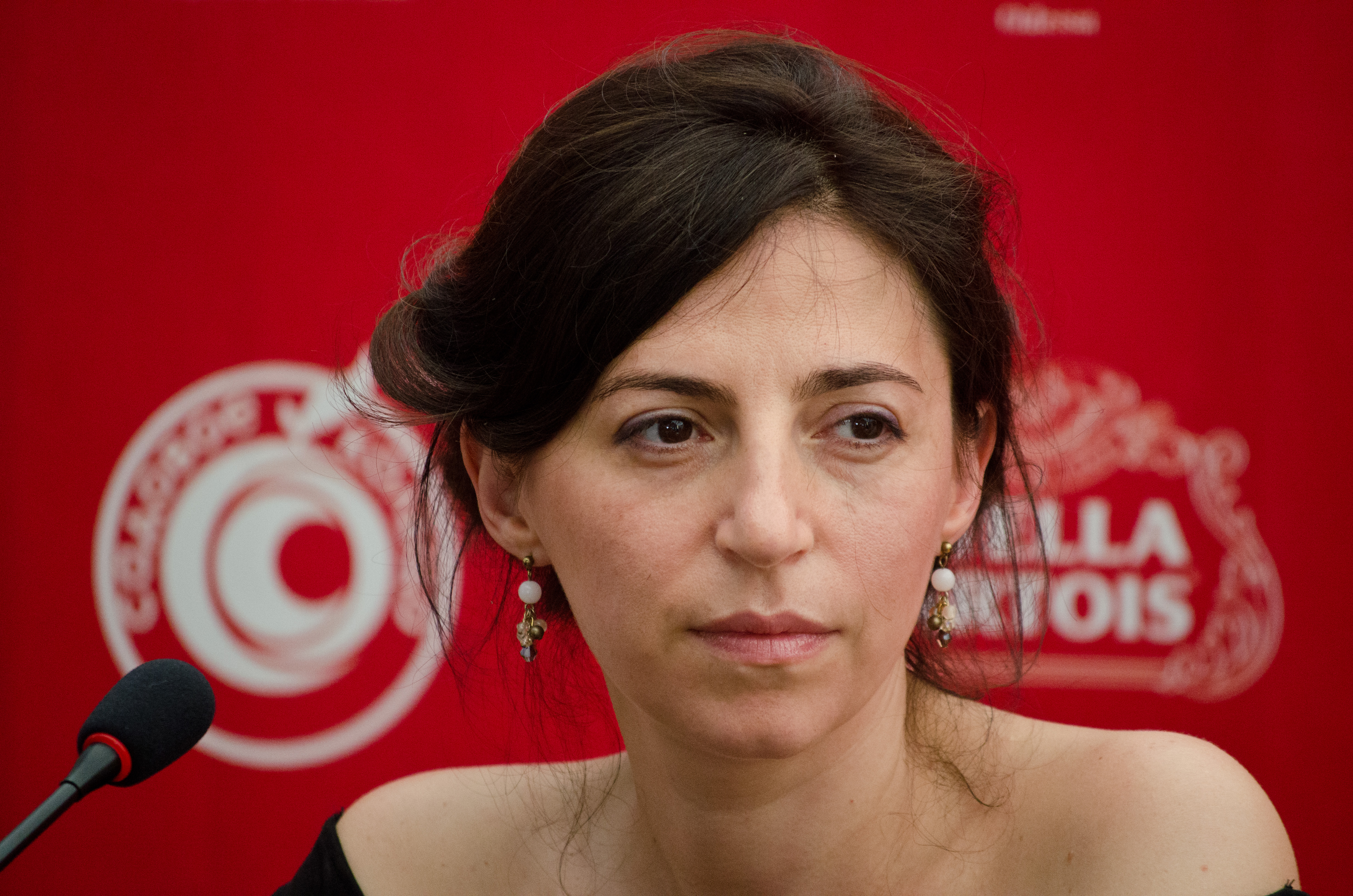
Єва Нейман

| - Василь Авраменко - Григорій Айзенберг - Сергій Ашкеназі - Ролан Биков - Оксана Бичкова - Мирон Білинський - Сергій Бондарчук - Костянтин Бромберг - Георгій Вакевич - Олександр Довженко - Марко Донський - Віктор Івченко - Олексій Калюжний - Фелікс Миронер - Дмитро Мілютенко - Юрій Мороз - Юрій Олеша - Василь Радиш - Вадим Перельман - Ігор Савченко - Ігор Старков - Михайло Татарський - Олександр Татарський - Валерій Тодоровський - Петро Тодоровський - Володимир Хорунжий - Петро Чардинін - Григорій Чухрай | - Єва Нейман - Лариса Шепітько |

## Українські організатори процесу кіновиробництва, що народилися та померли поза межами України

Дзиґа Вертов

Ірина Молостова

| - Ігор Апасян - Борис Барнет - Володимир Бортко (старший) - Дзиґа Вертов - Дмитро Ердман - Яків Куліш - Олександр Птушко - Михайло Романов - Георгій Юнгвальд-Хількевич | - Ірина Молостова |

## Організатори процесу кіновиробництва за кордоном, народжені в Україні

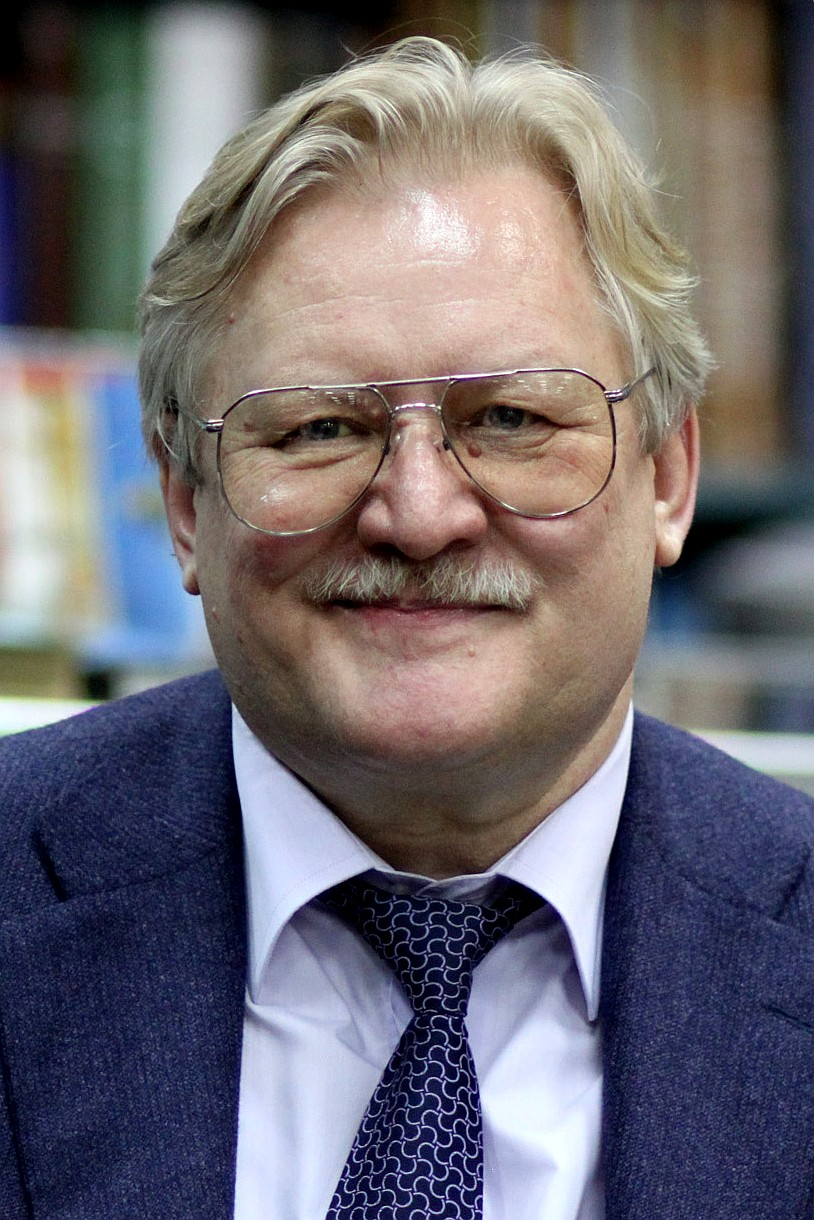
Юрій Кара, 2011

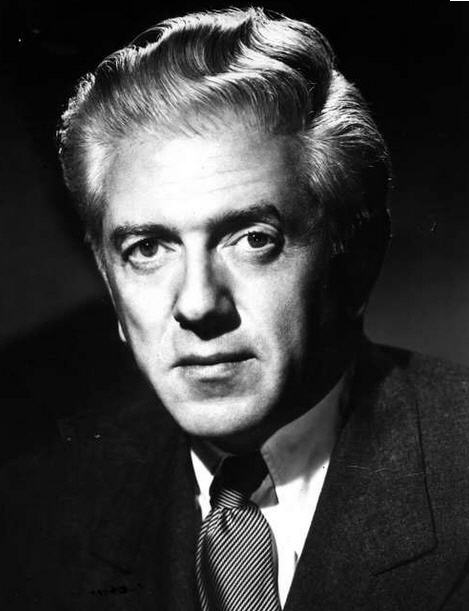
Анатоль Літвак

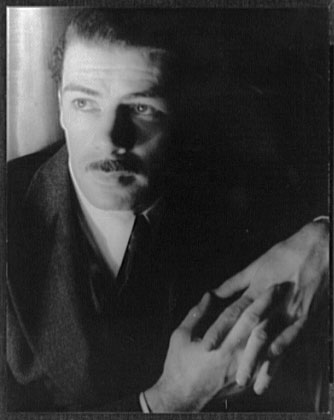
Пол Муні

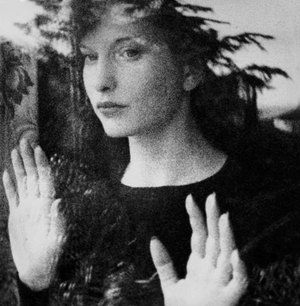
Майя Дерен

| - Олександр Антипенко - Віктор Беганьський - Микола Губенко - Джек Гарфайн - Олександр Відов - Анджей Жулавський - Юрій Кара - Савва Куліш - Адольф Лихо - Анатоль Літвак - Вел Льютон - Степан Любомирський - Януш Маєвський - Луїс Маєр - Майкл Морріс - Пол Муні - Родіон Нахапетов - Отто Премінґер - Борис Сагал - Яків Смирнов | - Майя Дерен |

## Зарубіжні організатори процесу кіновиробництва - нащадки уродженців України

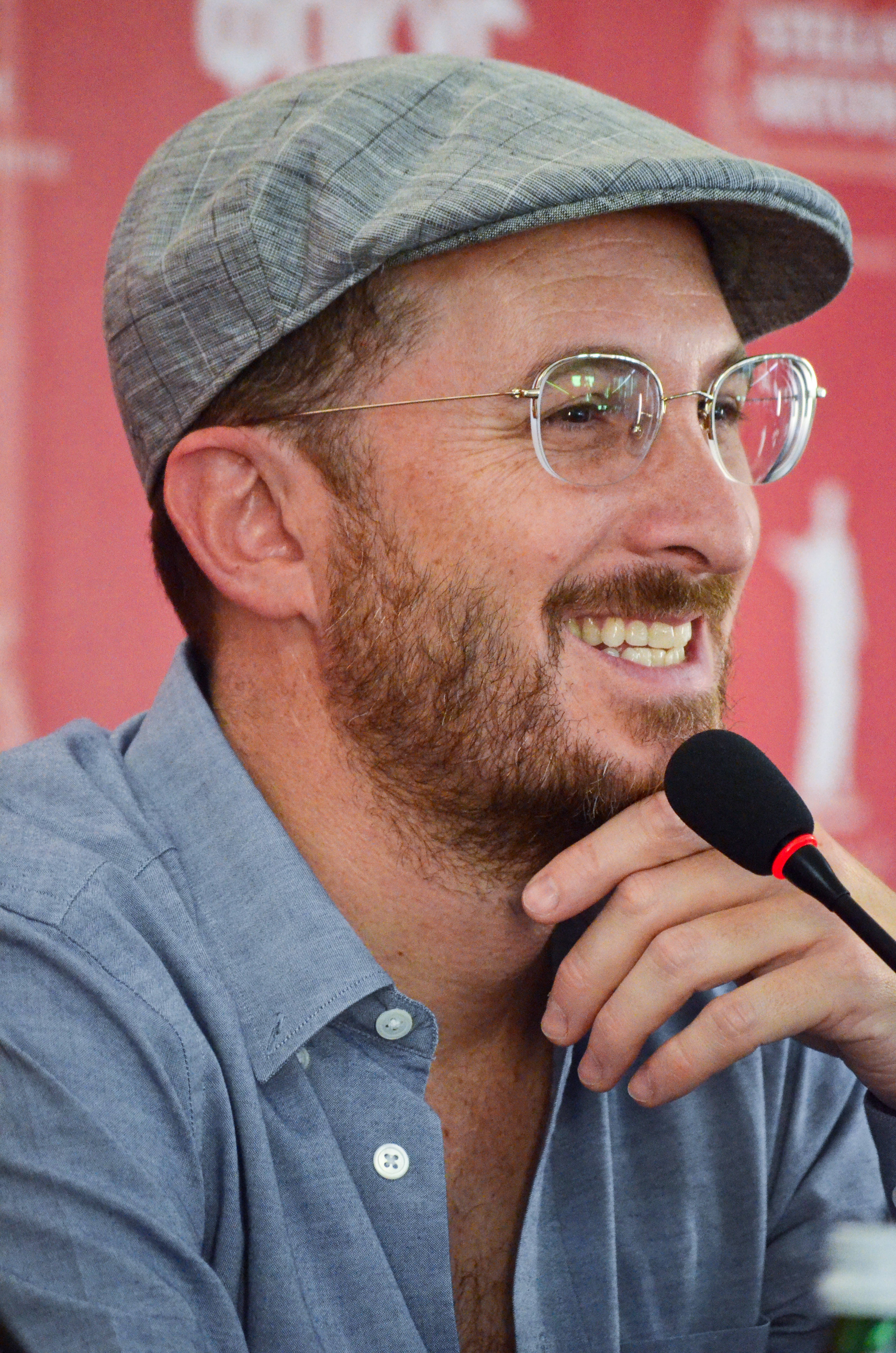
Даррен Аронофскі

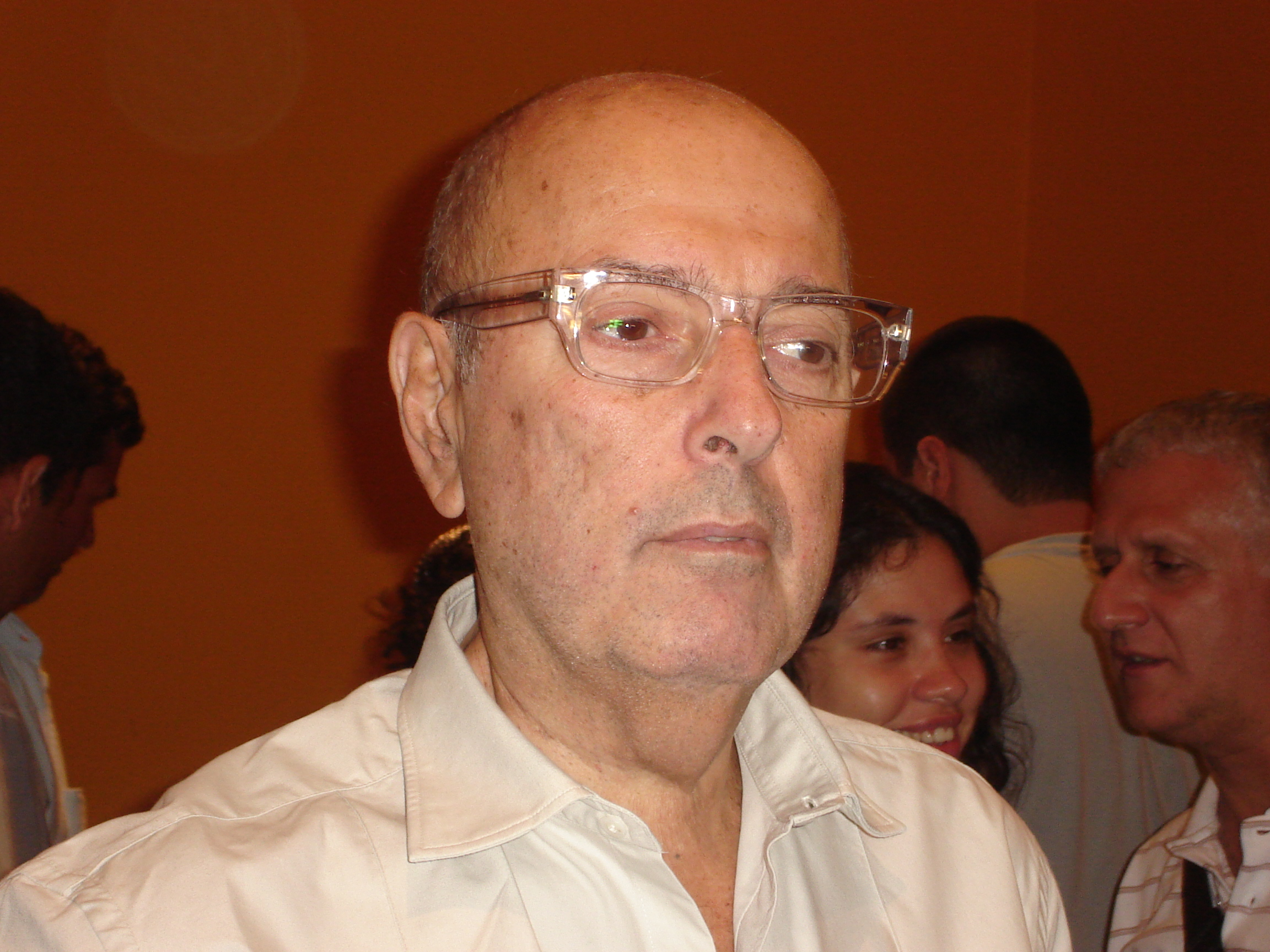
Гектор Бабенко

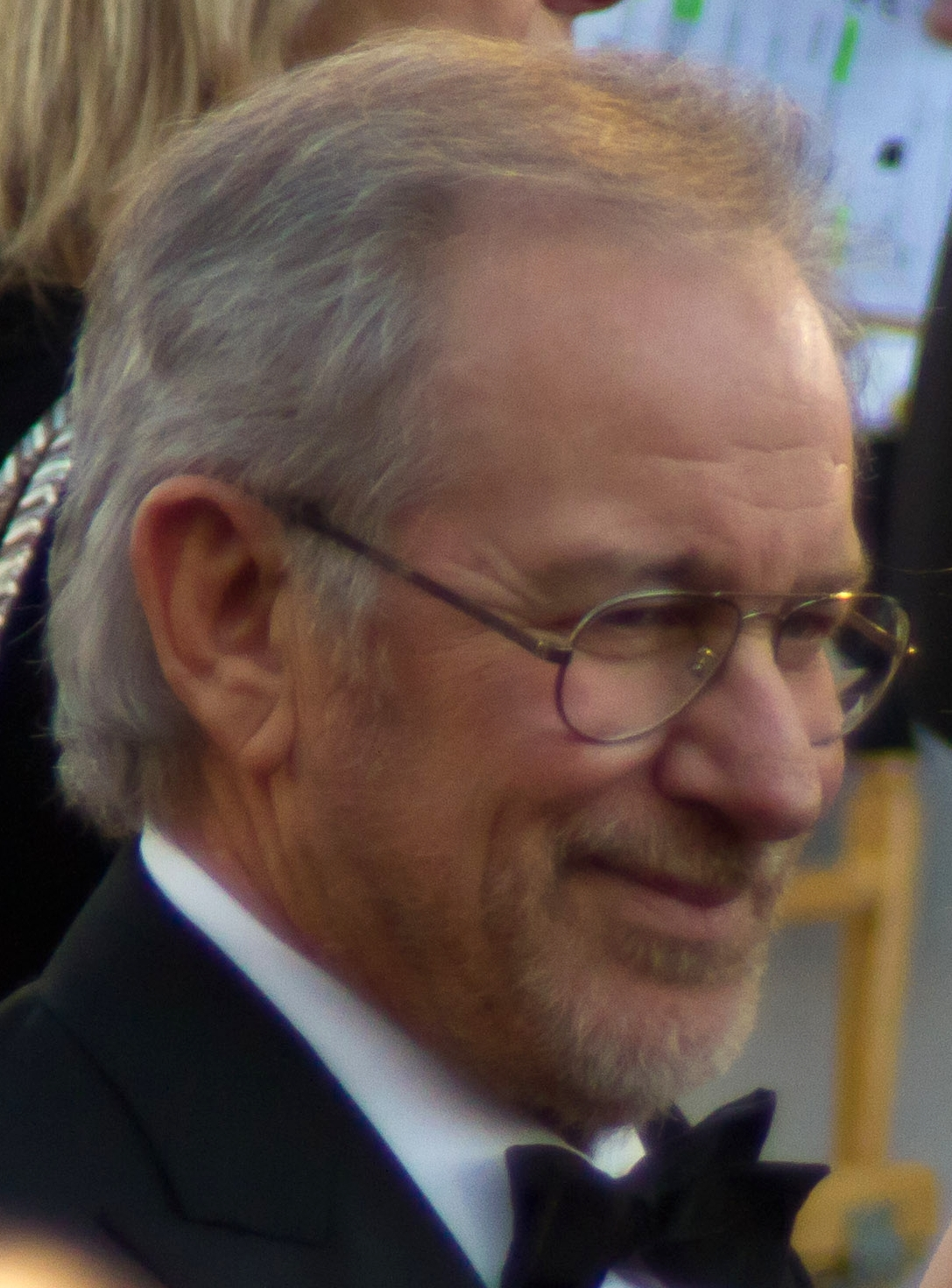
Стівен Спілберг

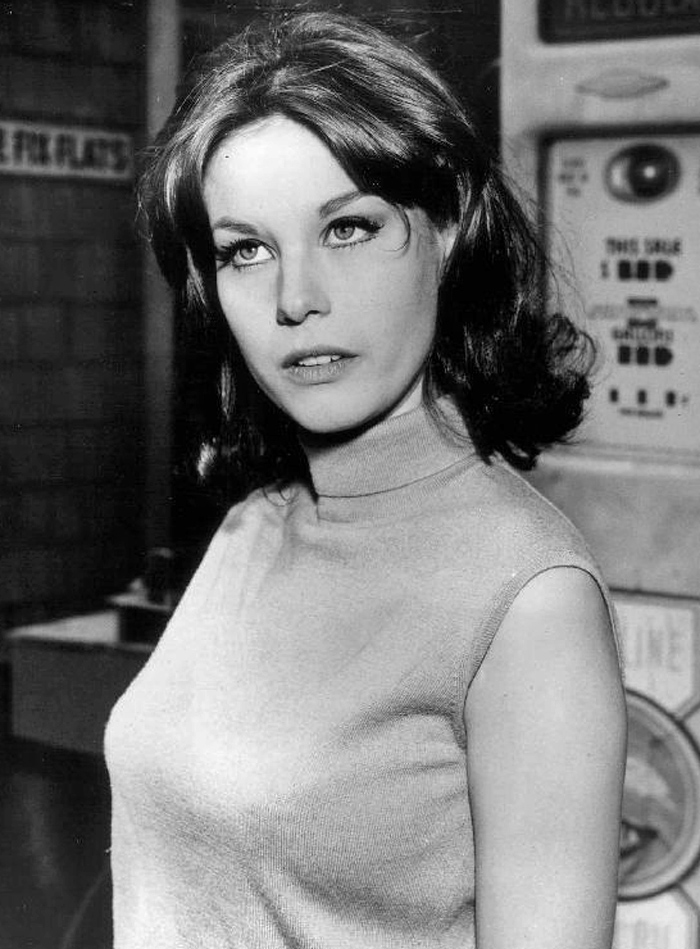

| - Джадд Апатоу - Даррен Аронофскі - Гектор Бабенко - Айк Барингольц - Гарольд Бейкер - Юрій Білак - Федір Бондарчук - Володимир Бортко (молодший) - Леонід Гайдай - Євген Гальперин - Адам Ганушкевич - Боб Ділан - Едвард Дмитрик - Ґері Добермен - Андрон Кончаловський - Стенлі Кубрик - Тоні Кушнер - Майкл Манн - Ґебріел Махт - Микита Михалков - Джеймс Мотлюк - Джеремі Півень - Фред Саваж - Карл Саган - Девід Олівер Селзнік - Адам Смолюк - Стівен Спілберг - Джон Спенсер - Сільвестр Сталлоне - Аркадій Стругацький - Борис Стругацький - Джон Стюарт - Андрій Тарковський - Говард Фаст - Анатолій Фрадис - Ден Фаттерман - Алехандро Ходоровський - Володимир Хотиненко - Павло Чухрай - Вільям Шетнер | - Лана Вуд - Єлизавета Холоденко |

## Зарубіжні кінематографісти,  що померли в Україні

Паскуаліно де Сантіс

| - Паскуаліно де Сантіс |

## Зарубіжні організатори процесу кіновиробництва, що знімали кіно в Україні
| - Станіслав Говорухін - Тоні Гуерра - Чезаре Дзаваттіні - Артур Кон - Роберт Кромбі - Джозеф Лівайн - Карло Пенн - Карло Понті - Франческо Розі - Євген Ташков - Марлен Хуцієв | - Віра Бельмон |

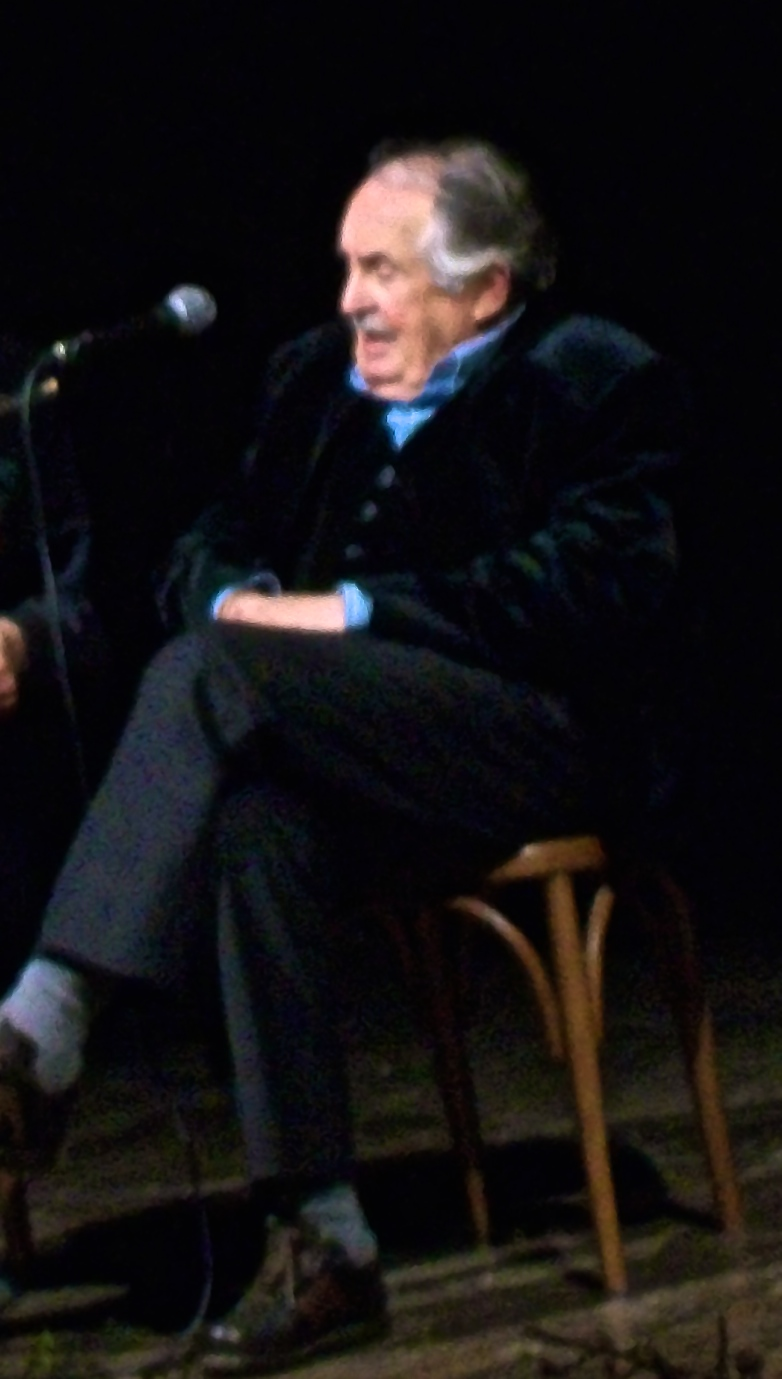
Тоні Гуерра

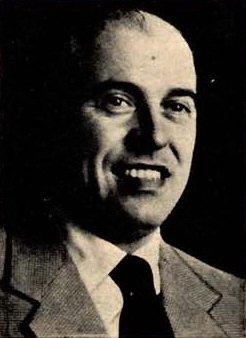
Карло Понті

Див. також Список відомих кіноакторів, пов'язаних з Україною.